# Giancarlo Biguzzi
Giancarlo Biguzzi (San Vittore di Cesena, 11 ottobre 1941 – Savignano sul Rubicone, 8 ottobre 2016) è stato un biblista italiano.

## Biografia
Giancarlo nasce nel 1941 a San Vittore di Cesena. 
Ottiene la licenza in Teologia all'Università Lateranense e in Sacra Scrittura al Pontificio Istituto Biblico nonché il dottorato in Teologia Biblica presso la Pontificia Università Urbaniana. 
È stato sacerdote della diocesi di Cesena-Sarsina, è stato professore ordinario presso la Pontificia Università Urbaniana ed è stato professore invitato presso il Pontificio Istituto Biblico.

## Pubblicazioni
Sui Vangeli
- "Io distruggerò questo tempio". Il tempio e il giudaismo nel vangelo di Marco, Urbaniana University Press, Roma 20082;

Su San Paolo
- Velo e silenzio. Paolo e la donna in Cor 11,2-16 e 14,33b-36, EDB, Bologna 2001;
- Paolo missionario. Da Oriente a Occidente, Paoline, Milano 2009;
- Paolo e la donna, Paoline, Milano 2009;

Sull'Apocalisse
- I Settenari nella struttura dell'Apocalisse. Analisi, storia della ricerca, interpretazione, EDB, Bologna 1996;
- L'Apocalisse e i suoi enigmi, Paideia, Brescia 2004;
- Gli splendori di Patmos. Commento breve di Apocalisse, Paoline, Milano 2007;
- Apocalisse. Nuova versione, introduzione e commento, Paoline, Milano 20112.